# Крупій Андрій Іванович
Андрі́й Іва́нович Крупі́й (14 (27) травня 1871, Боровківка — сучасний Кам'янський район — 12 травня 1948, Боровківка) — український народний поет-сатирик.

## Життєпис
Все життя прожив у рідному селі. Закінчив сільську церковнопарафіяльну школу, наймитував. У віршах до подій 1917 висміює панів, попів та куркулів.
За радянських часів його сатира спрямована проти ледарів, нероб, порушників трудової дисципліни, п'яниць.
Його певні вірші увійшли до збірки «Поети колгоспного села» — «Каменяр», Львів, 1940.
Писав байки: «Комар і муха», «Свиня коло Дніпра».
Фольклористи від нього записали багато пісень, переказів і бувальщин.